# Paramelhania
Paramelhania  es un género de fanerógamas perteneciente a la familia Malvaceae cuya única especie es Paramelhania decaryana. 